# Auxon-Dessous
Auxon-Dessous var en kommun i departementet Doubs i regionen Bourgogne-Franche-Comté i östra Frankrike. Kommunen låg i kantonen Besançon-3 som tillhör arrondissementet Besançon. Området som utgjorde den tidigare kommunen Auxon-Dessous hade 1 385 invånare år 2017.
Kommunen upphörde den 1 januari 2015, då den slogs samman med kommunen Auxon-Dessus till den nya kommunen Les Auxons.

## Befolkningsutveckling
Antalet invånare i kommunen Auxon-Dessous
| Referens: INSEE |